# I4CE - Institute for Climate Economics
I4CE - Institute for Climate Economics, ou Institut de l'économie pour le climat, est une association loi de 1901 fondée par la Caisse des dépôts (CDC) et l'Agence française de développement (AFD). C'est un institut de recherche français à but non lucratif,.